# 篮球先锋报
《篮球先锋报》是一份由广州日报报业集团主管，《足球》报主办的专业篮球报纸，创刊于2004年10月11日，主编苏群。

## 概况
2004年10月休斯敦火箭和萨克拉门多国王队到上海进行季前赛，《篮球先锋报》就此创刊。苏群、孟晓崎、杨毅出任报社的主编和副主编。同年报社派出王猛常驻休斯敦，段冉常驻迈阿密，是中国最早派出常驻美国采访NBA的媒体之一。报纸以前线内容为主要卖点。王猛曾经独家率先报道朱万·霍华德的心肌炎，但是王猛也曾以YouTube的视频为题，写出麦克格雷蒂的独家专访，引起争议。
2006年杨毅、王猛等人转投《体坛周报》。
2007年《篮球先锋报》共有五位常驻美国记者，包括驻休斯敦郑鹏、驻洛杉矶杨震、驻凤凰城王忆琼、驻克里夫兰鲍仁君、驻密尔沃基袁俊。